# Händeschütteln

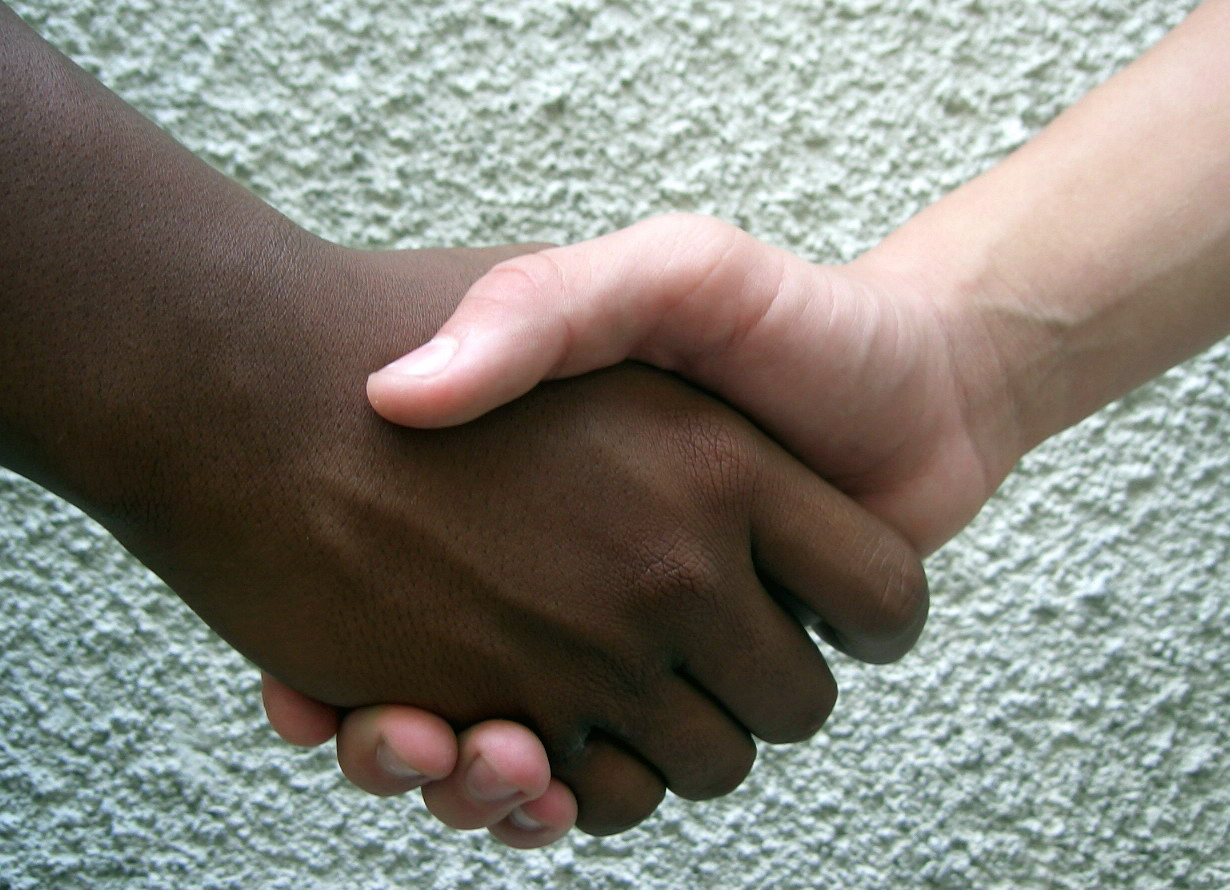
Händeschütteln

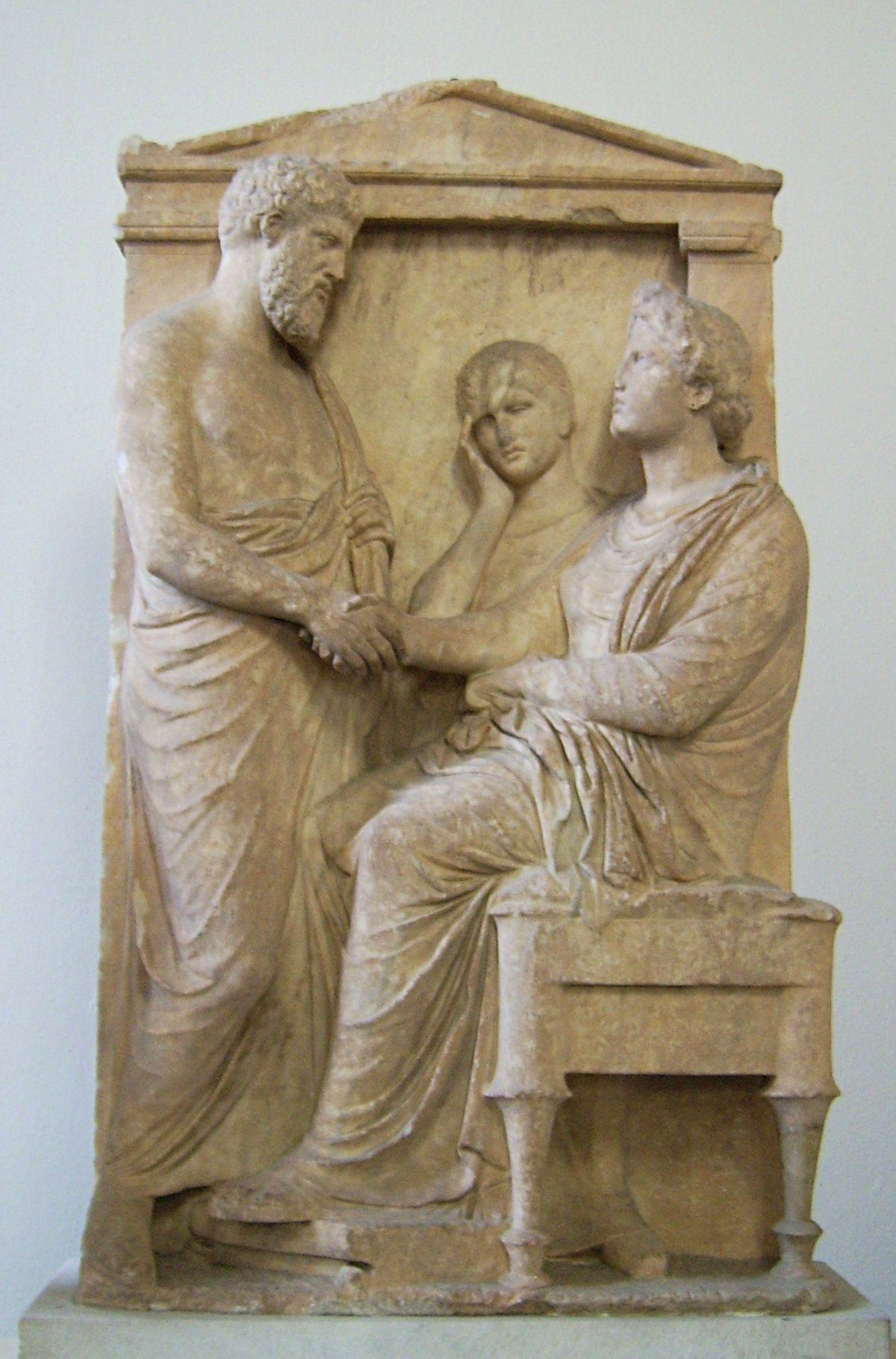
Griechisches Grabrelief des Thraseas und der Euandria, Antikensammlung Berlin im Pergamonmuseum (Sk 29), ca. 375-350

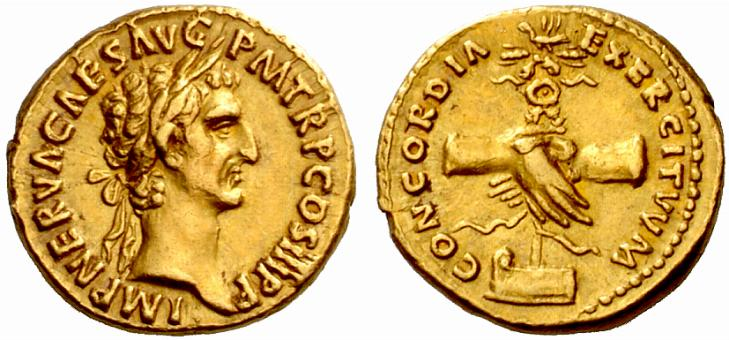
Aureus des römischen Kaisers Nerva, c. 97. Handschlag als Symbol der Eintracht zwischen Kaiser und Militär.

Das Händeschütteln (auch: der Handschlag) ist eine aus dem Alten Orient stammende Geste. Während der Handschlag als nonverbales Begrüßungs- und Verabschiedungsritual in der westlichen Welt weit verbreitet ist, wird das Geben und Schütteln der Hände in anderen Kulturen wie der islamischen aus religiösen Gründen nicht zwischen den Geschlechtern praktiziert. Einst in China und Japan unbekannt und weiterhin unüblich, wird die Geste aus Freundlichkeit gegenüber Europäern und US-Amerikanern vollzogen. Zumeist beschränkt sich das Händegeben auf dem indischen Subkontinent auf Begegnungen unter Männern.
Zu unterscheiden ist das Schütteln der Hände vom Händchenhalten, das je nach Kultur eine Ausdrucksform für die Zuneigung zwischen zwei Menschen darstellt oder unbekannt ist. Das Händeschütteln ist eine Geste, die einer differenzierten Einordnung bedarf, denn in den Vereinigten Staaten gilt ein kräftiger Händedruck gewöhnlich als Zeichen für Selbstbewusstsein, Kraft und Willensstärke, dagegen wird in der arabischen Welt der schwache Händedruck als Freundlichkeit gedeutet.
Ebenso wie viele andere Begrüßungszeremonien wird es normalerweise mit der rechten Hand ausgeführt, außer beim Handschlag des Pfadfindergrußes, dort mit der Linken. Die Hände umfassen sich dabei für einige Sekunden und werden oft rhythmisch auf und ab bewegt. Fehlt diese Bewegung, wird mitunter auch vom Händedruck gesprochen. Ein Vorläufer dürfte das Winken sein, welches ursprünglich wohl dazu diente, dem Gegenüber die leere Waffenhand zu präsentieren. Beim Händeschütteln kommt noch der unmittelbare Körperkontakt hinzu. Als noch intimer können – je nach Kultur – die Umarmung und der Wangenkuss gesehen werden.
Das Händeschütteln ist eine symbolische Geste; in der Mediengesellschaft wird sie auf Wunsch von Kameraleuten und Fotografen mitunter auch mehrmals wiederholt.
Aus gesundheitlicher Sicht ist das Händeschütteln insbesondere mit Personen, die nicht dem eigenen Haushalt angehören, aus Gründen des Infektionsschutzes umstritten. Insbesondere durch Schmierinfektion übertragene Erreger werden durch Händeschütteln weitergegeben. Im Zuge der weltweiten COVID-19-Pandemie 2020 wurde vermehrt zum Verzicht auf das Händeschütteln aufgerufen. Als Alternative wurde z. B. der Faustgruß praktiziert. Prominente und Spitzenpolitiker, die als Begrüßungsform weiterhin das Händeschütteln öffentlich praktizierten, waren Kritik ausgesetzt.

## Hintergrund
Beim Händeschütteln nehmen die Beteiligten eine Geruchsprobe des Gegenübers. Die Neurowissenschaftler Idan Frumin und Noam Sobel vom Weizmann-Institut für Wissenschaften in Rechovot kamen in ihren Untersuchungen zum Ergebnis, dass Menschen häufig eine Hand zum Gesicht führen, nachdem sie jemanden begrüßt hatten. Grund hierfür ist die Analyse der beim Händeschütteln übermittelten körpereigenen Duftstoffe.

## Praktik

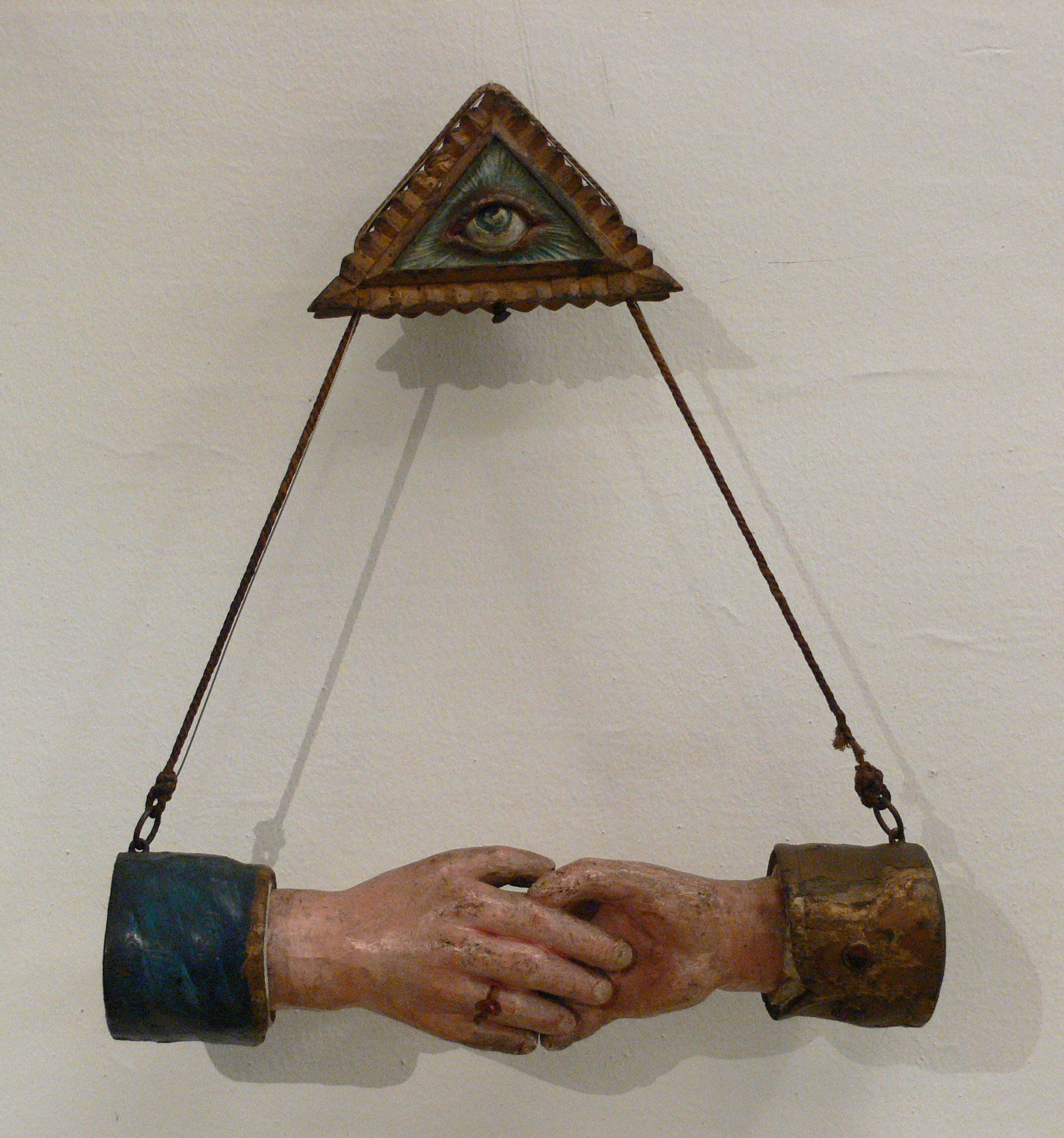
Verbrüderungshände mit Auge Gottes. Freimaurersymbol, Österreich um 1800

### Alter Orient und Antike
Im Alten Orient war das Geben der Hände und der Händedruck Teil der symbolischen Herrschaftspraxis. Hierbei konnten sie eine Bitte oder die Allianz zwischen zwei oder mehreren Herrschern bedeuten. Die älteste Darstellung eines Händedrucks, der Dexiosis, ist die zwischen dem Assyrerkönig Salmānu-ašarēd III. und dem babylonischen König Marduk-zākir-šumi I. (um 850 v. Chr.). Die Darstellung wurde das Vorbild zahlreicher späterer griechischer und römischer Reliefs. Auf hellenistischen und römischen Münzen lässt sich das Händeschütteln wie auf älteren assyrischen und persischen Reliefs als Symbol der Eintracht, teils der Verbundenheit zweier symbolisch dargestellter Orte oder politischer Akteure wie mythologischer Heroen interpretieren. In der Zeit der Republik war die Geste nur bei einem Wiedersehen nach längerer Abwesenheit oder als Ausdruck besonderer Verbundenheit üblich. Erst in der Kaiserzeit wurde sie gängiger. Im Neuen Testament wird im Brief des Paulus an die Galater (ca. 50 n. Chr. verfasst) erwähnt, dass Paulus beim Abschied in Jerusalem die „rechte Hand der Freundschaft“ gereicht wurde. In seine heutige Form kam der Brauch vermutlich durch die Quäker im 17. Jh. als eine vereinfachende und gleichstellendere Form der Begrüßung (Etikette).

### Deutschland

Emblem der SED

Das Reichen, Drücken und Schütteln der Hände hat eine lange Tradition, die auch in Deutschland bis zum Frühmittelalter reicht.
Im 19. Jahrhundert wurde das Händeschütteln in der deutschen Arbeiterbewegung zum Zeichen der Solidarität. Die 1873 geweihte Parteifahne des Allgemeinen Deutschen Arbeitervereins trug auf rotem Grund oben die goldene Inschrift „Freiheit, Gleichheit, Brüderlichkeit“ und unten „Einigkeit macht stark!“. In der Mitte war das Emblem der Arbeitersolidarität; zwei sich reichende Hände, geschmückt von einem Eichenkranz mit goldener Schleife und der Inschrift „23. Mai 1863, Ferdinand Lassalle“.
Während der Zeit des Nationalsozialismus wurde das Händeschütteln durch den Hitlergruß ersetzt, der von den Nationalsozialisten als „Deutscher Gruß“ bezeichnet wurde. In der DDR wurde das Symbol der Arbeiterschaft in das Parteisignet der SED aufgenommen. Der Händedruck sollte dabei die Einheit der Arbeiterbewegung und die Überwindung der Spaltung symbolisieren – bereits zu Zeiten Lassalles mehr Hoffnung als Realität. Tatsächlich erfolgte die Zwangsvereinigung von SPD und KPD zur SED gegen den Widerstand zahlreicher Sozialdemokraten. Die zeitgenössische, stilisierte Grafik wurde im Volksmund auch als „abgehackte Hände“ verspottet.
Während sich die normative Funktion des Händeschüttelns in Westdeutschland (Bundesrepublik Deutschland) seit der 68er-Bewegung erheblich verringert hat, wurde sie in der DDR eher noch gesteigert (z. B. individuelles Händeschütteln auch beim Hinzukommen zu größeren Gruppen). Eine Umfrage ergab, dass 70 Prozent der Ostdeutschen ihre Freunde und Bekannten mit Handschlag begrüßen, bei Westdeutschen sind es dagegen nur etwa 40 Prozent.
2017 führte Bundesinnenminister Thomas de Maizière (CDU) das Händeschütteln zur Begrüßung in seinem Zehn-Punkte-Katalog zu einer deutschen Leitkultur auf, an die sich alle Einwanderer anzupassen hätten.
Zu Beginn der COVID-19-Pandemie riet das Robert Koch-Institut im März 2020 dringend dazu, auf Händeschütteln zu verzichten.
Der Verwaltungsgerichtshof Baden-Württemberg wies 2020 die Klage eines Libanesen ab, der aufgrund eines 2015 ausgebliebenen Handschlags mit einer Sachbearbeiterin schließlich nicht eingebürgert wurde. Der VGH begründete dies mit dem § 10 des Staatsangehörigkeitsgesetzes, wonach die „tätige Einordnung in die elementaren Grundsätzen des gesellschaftlich-kulturellen Gemeinschaftslebens“ vorausgesetzt werde. Weiterhin ließe die Weigerung nach Interpretation des Gerichts Rückschlüsse auf eine fundamentalistische Kultur- und Wertevorstellung zu. Januar 2024 kündigte die Bundesregierung an, das Händeschütteln nicht länger als Erfordernis für die Einbürgerung zu betrachten, nachdem bekannt geworden ist, dass der Handschlag zwischen den Geschlechtern bei orthodoxen Juden unüblich ist.

### Handschlagverweigerung
In mehreren westeuropäischen Gesellschaften erregte die Weigerung einiger Muslime, Angehörige des anderen Geschlechts durch Händeschütteln zu grüßen, Aufregung. In der Schweiz erklärte 2016 eine Schulbehörde im Kanton Basel-Landschaft den Handschlag mit der Lehrkraft für alle Schüler zur Pflicht. Dieser Entscheidung war eine Debatte um den Vorrang von allgemeinen Schulregeln einerseits und der Religionsfreiheit andererseits vorhergegangen. Anlass der Debatte war die Weigerung zweier muslimischer Schüler, ihrer Lehrerin den in der Schule vorgesehenen Handschlag zu geben. Als Begründung hatten sie angegeben, dem weiblichen Geschlecht Respekt zollen zu wollen. Im Juni 2016 sollte eine mit einem Franzosen verheiratete Algerierin eingebürgert werden. Bei der Einbürgerungszeremonie (cérémonie d’accueil dans la citoyenneté française) im Département Isère weigerte sie sich, dem zuständigen Beamten und einem Lokalpolitiker die Hand zu geben. Sie berief sich auf ihren „religiösen Glauben“, der ihr verbiete, fremde Männer zu berühren. Daraufhin erhielt sie die Staatsbürgerschaft nicht; dagegen klagte sie. Der damalige Premierminister Cazeneuve erließ dazu am 20. April 2017 ein Dekret. Das Verweigern dieses Grußes während der Zeremonie gilt demnach als Anzeichen fehlender Assimilation und stellt einen Grund dar, die beantragte Staatsbürgerschaft zu verweigern. Das höchste französische Verwaltungsgericht, der Conseil d’État, bestätigte am 11. April 2018 letztinstanzlich das Dekret. Im November 2015 gab Nacer Barazite, ein Fußballspieler beim FC Utrecht und Muslim, nach einem Ligaspiel dem TV-Sender Fox ein Interview. Danach schüttelte er wie üblich dem Reporter die Hand, der Reporterin aber nicht. Dies wurde später in Talkshows und in sozialen Medien thematisiert.

## Vertragsabschluss

Handschlag zum Verkaufsabschluss auf einem Viehmarkt (Bern, 18. Jahrhundert)

Das Händeschütteln kann auch als Bekräftigung einer getroffenen Vereinbarung (Vertragsabschluss) erfolgen, z. B. unter Geschäftsleuten, Wettpartnern, Politikern oder zwischen Arbeitgeber und Arbeitnehmer, wobei letztere die wesentlichen Inhalte gemäß Nachweisgesetz binnen vier Wochen schriftlich niederlegen müssen.
Der US-amerikanische Mobster Carmine Tramunti wurde in den 1970er Jahren zu einer Haftstrafe von 15 Jahren verurteilt, da ein durch einen Fahnder beobachteter Handschlag mit einem Drogendealer als Vereinbarung zu einem Drogengeschäft gewertet wurde. Hierauf wurde in einer Szene des Films Goodfellas Bezug genommen.

## Vom Friedensgruß bis zum „Modus Operandi“
In christlichen Gottesdiensten ist ein Händedruck als Friedensgruß üblich geworden. Er wird meist vor Spendung des Abendmahls / der Kommunion unter den Teilnehmern des Gottesdienstes ausgetauscht.
Ein Händedruck kann – im Gegensatz dazu – auch zum Modus Operandi eines Kapitalverbrechens gehören; so wurde die Ermordung des Bandenanführers Dean O’Banion am 10. November 1924 in der Presse als „Handshake Murder“ (en: Händeschüttel/Handschlag-Mord) bekannt, da nach dem damals angenommenen Tathergang Frankie Yale die Hand des Opfers nach dem Handschlag zur Begrüßung nicht mehr losgelassen hatte und somit dessen potentielle Gegenwehr gegen seine Ermordung durch die Begleiter von Yale (John Scalise und Albert Anselmi) unterband.

## Medizinische und hygienische Aspekte

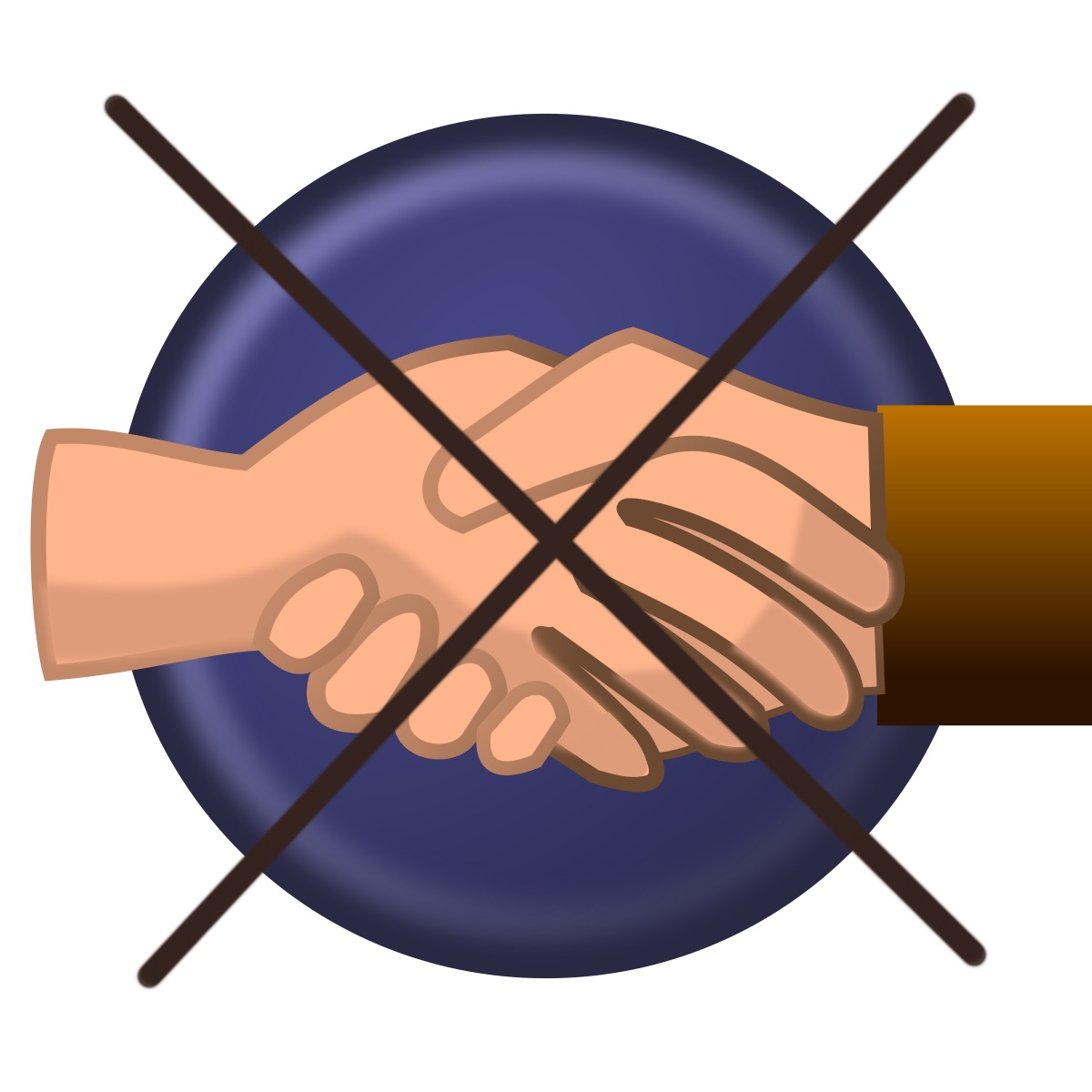
Illustration eines Verzichts auf Händeschütteln

Nach einer 2007 publizierten Übersichtsstudie scheint das Händeschütteln, neben dem gemeinsamen Kontakt von Menschen mit Oberflächen wie etwa Türklinken, der wichtigste Übertragungsweg für Infektionen wie Erkältungen oder auch Magen-Darm-Erkrankungen zu sein. Das Infektionsrisiko wird durch den Umstand erhöht, dass Menschen, ohne sich dessen bewusst zu sein, sehr häufig mit den Händen Mund, Nase und/oder Augen berühren. Auf diese Weise können Krankheitserreger von einer Person auf die andere übertragen werden. Um Ansteckungen zu vermeiden, empfehlen die Forscher daher eine gute Handhygiene, deren zentraler Teil das gründliche Händewaschen mit Seife sei.
Bei der ärztlichen Untersuchung kann das Händeschütteln beziehungsweise die dabei ausgeübte Kraft des Patienten (der Händedruck im medizinischen Sinn) einen orientierenden Hinweis auf die motorische Koordinationsfähigkeit und sogenannte „grobe Kraft“ geben. Bei Koordinationsstörungen kann das Händeschütteln erschwert, bei muskulären Erkrankungen oder einer Sarkopenie der Händedruck vermindert sein. Nach einer Studie an Patienten jenseits des 85. Lebensjahres korreliert der gemessene Händedruck mit der zu erwartenden spezifischen Sterberate.

## Religiöse Beurteilung

### Islam
In den islamischen Gesellschaften ist das Händeschütteln zwischen Männern und Frauen nicht üblich. Der saudische Großmufti ʿAbd al-ʿAzīz ibn Bāz äußerte in einer Fatwa, der islamischen Auslegung eines Rechtsspruchs, das Händeschütteln zwischen Männern und Frauen, die nicht in einem die Ehe ausschließenden Verhältnis stehen, sei verboten. Dies begründete er unter anderem mit einem Hadith, wonach der Prophet Mohammed geäußert habe: „Es ist besser, dass einer von euch mit einer Nähnadel aus Eisen in den Kopf gestochen wird, als dass er eine Frau, die ihm nicht erlaubt ist, berührt.“ Die Interpretation wird wegen des nicht ausreichend verbürgten Hadiths bestritten. Der in Katar lebende umstrittene Gelehrte und Fernsehprediger Yūsuf al-Qaradāwī hat eine etwas differenziertere Auffassung vertreten. Er urteilte, dass Händeschütteln zwischen Männern und Frauen dann zulässig ist, wenn keine „sexuelle Begierde“ (šahwa) oder „Versuchung“ (fitna) mit im Spiel ist. Das Gleiche gelte auch für das Händeschütteln zwischen einem Mann und einem bartlosen Jüngling (amrad). Darüber hinaus empfiehlt al-Qaradāwī, das Händeschütteln kurz zu halten, um jeden Zweifel (šubha) abzuwenden. Für den frommen Muslim und die fromme Muslimin sei es aber besser, nicht selbst die Hand zu reichen, sondern es nur dann zu tun, wenn einem die Hand gereicht wird. Dagegen wird von Ibn Baz eine weitere Aussage des Propheten angeführt, wonach er klar formuliert habe: Ich begrüße die Frau nicht, doch wird die Auslegung kritisiert, weil jene Aussage als Selbstauskunft des Propheten oder bloße Empfehlung, aber nicht Gebot gedeutet werden könne. Muhammad Hussein Fadlallah (1935–2010), Oberhaupt der Schia im Libanon und zeitweise geistliche Führer der Hisbollah, einer nach westlicher Einstufung terroristischen Vereinigung, äußerte hingegen, im Islam sei das Händeschütteln zwischen Männern und Frauen verboten. Ziel dieses Verbots sei es, den Menschen davon abzubringen, sich einer „Perversion“ (inḥirāf) zu nähern.
In einer Video-Botschaft plädiert Tarafa Baghajati für mehr Gelassenheit im Umgang mit dem Thema Händeschütteln zwischen den Geschlechtern.

### Judentum
In Teilen des Orthodoxen Judentums wird ein Handschütteln zwischen Männern und Frauen abgelehnt, da nach ihrer Auslegung der Halacha durch die Vorgaben von Jichud und Giluj Arajot („unziemliche Beziehungen“) über das Vermeiden ungeteilter Zweisamkeit und körperlicher Annäherung auch der Handschlag untersagt ist. Außerhalb orthodoxer Kreise ist der Händedruck zwischen unterschiedlichen Geschlechtern auch im Judentum üblich.

### Hinduismus
Unter traditionellen Hindus ist nach dem Namaste (añjali mudrā) zwischen Männern auch ein beidhändiger Händedruck üblich, bei denen der sozial höher Stehende die beiden Hände des Gegenübers umfasst. Traditionell schütteln Männer jedoch niemals Frauen auf diese Weise die Hände, sondern es wird beim berührungslosen añjali mudrā belassen.